# François Bourassa (homme politique)
Pour les articles homonymes, voir François Bourassa et Bourassa.
François Bourassa, né le 5 juin 1813 à Sainte-Marguerite-de-Blairfindie et mort le 13 mai 1898 à Saint-Valentin, est un fermier et homme politique québécois qui représentait la circonscription de Saint-Jean à la Chambre des communes du Canada sous la bannière du Parti libéral du Canada de 1867 à 1896.

## Biographie
François Bourassa est le fils du premier maire de Sainte-Marguerite-de-Blairfindie au Bas-Canada. Il participe à la Rébellion des Patriotes et est arrêté, mais ensuite relâché et sert à titre de capitaine de la milice locale. Il s'établit à Saint-Jean et représente la ville au conseil du comté de Chambly. En 1854, il est élu à l'Assemblée législative de la Province du Canada pour la circonscription de Saint-Jean en tant que membre du Parti rouge ; il siège jusqu'à la confédération, après quoi il est élu à la Chambre des communes du Canada, même s'il s'est opposé à la confédération. Bourassa ne parlait pas anglais. Il prend sa retraite de la politique en 1896 et meurt à Saint-Valentin (Québec) à l'âge de 84 ans, un mois avant son 85e anniversaire en 1898.
Son frère Napoléon Bourassa est un peintre, écrivain, sculpteur et architecte, et son neveu Henri Bourassa a siégé à l'Assemblée législative du Québec et à la Chambre des communes.